# Murramarang National Park
Murramarang National Park är en park i Australien. Den ligger i delstaten New South Wales, i den sydöstra delen av landet, omkring 210 kilometer söder om delstatshuvudstaden Sydney.
Trakten är glest befolkad. Närmaste större samhälle är Batemans Bay, omkring 15 kilometer sydväst om Murramarang National Park. Genomsnittlig årsnederbörd är 1 370 millimeter. Den regnigaste månaden är mars, med i genomsnitt 189 mm nederbörd, och den torraste är juli, med 28 mm nederbörd.